# Frederick Browning

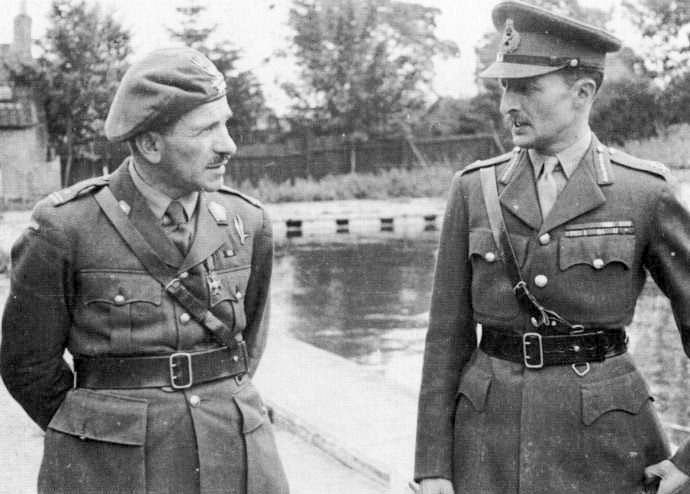
Gen. Stanisław Sosabowski (z lewej) z gen. Frederickiem Browningiem

Frederick Arthur Montague Browning (ur. 20 grudnia 1896 w Kensington, zm. 14 marca 1965 w Menabilly) – generał porucznik Sił Zbrojnych Wielkiej Brytanii, dowódca brytyjskich wojsk spadochronowych, znany między innymi jako dowódca I Korpusu Powietrznego ang. 1st Airborne Corps) i zastępca dowódcy 1 Alianckiej Armii Powietrznodesantowej (ang. First Allied Airborne Army) podczas operacji Market Garden. Mąż pisarki Daphne du Maurier.

## Życiorys
Był uczestnikiem I wojny światowej. Podczas II wojny światowej był początkowo dowódcą brytyjskiej I Dywizji Powietrznej (First Airborne Division), nadzorując operacje powietrzne w Afryce Północnej, na Sycylii i we Włoszech. Następnie w stopniu generała porucznika został mianowany dowódcą I Korpusu Powietrznego i w ramach 1 Alianckiej Armii Powietrznodesantowej, zastępcą jej dowódcy amerykańskiego gen. bryg. Lewisa H. Breretona.
Po fiasku operacji Market Garden, gen. Browning odpowiedzialnością obciążył generała brygady Stanisława Sosabowskiego, dowódcę 1 Samodzielnej Brygady Spadochronowej, pisząc w raporcie, że brygada walczyła źle, a sam Sosabowski stwarzał trudności w czasie szkolenia i samej bitwy, co ostatecznie doprowadziło do odsunięcia go od stanowiska przez Brytyjczyków. Dzisiaj uważa się, iż Sosabowski stał się kozłem ofiarnym, a główną odpowiedzialność za fiasko operacji ponosił właśnie gen. Frederick Browning. Wraz z gen. Robertem Urquhartem, dowódcą 1. Dywizji Powietrznodesantowej podczas operacji Market Garden został przez króla Jerzego VI uhonorowany Orderem Łaźni VI kl. Generał Browning za udział w niefortunnie przeprowadzonej operacji został również uhonorowany przez polski rząd na uchodźstwie orderem Polonia Restituta II klasy.
Browning był też olimpijczykiem, uczestniczył w zimowych igrzyskach w Sankt Moritz (1928). Zajął wówczas dziesiąte miejsce w piątkach bobslejowych.
W dramacie wojennym O jeden most za daleko (A Bridge Too Far) na podstawie książki Corneliusa Ryana w rolę gen. Frederica Browninga wcielił się Dirk Bogarde. Powstała także biografia generała pt. General Boy: The Life of Lieutenant General Sir Frederick Browning autorstwa Richarda Meada (Pen & Sword; ISBN 978-1-84884-181-9).